# Jushin Liger
Keiichi Yamada (山田恵一, Yamada Keiichi, Hiroshima, 10 de novembro de 1964), melhor conhecido como Jushin Liger (獣神ライガー, Jūshin Raigā) e depois Jushin Thunder Liger (獣神サンダー・ライガー, Jūshin Sandā Raigā) é um lutador japonês de luta livre profissional conhecido majoritariamente pelo seu trabalho na New Japan Pro Wrestling.

## Carreira

### Inicio
Jushin Liger inicialmente não foi admitido na NJPW devido à sua altura (170 cm), assim sendo decidiu treinar no México onde os lutadores apresentavam uma altura semelhante. Deu nas vistas e os responsáveis da NJPW pediram para ele voltar. Teve o seu primeiro combate em 1984, com vinte anos. Jushin sempre teve ideias inovadoras e quis adicionar algo de novo ao seu wrestling, para isso dedicou-se a aprender várias artes marciais, onde aprendeu por exemplo o seu rolling koppou kick.
Ao estar na Inglaterra onde conheceu um senhor dotado no high flying, Fuji Yamada, Jushin desenvolveu uma técnica dotada, o Shooting Star Press.
Após essa tecnica decide ir treinar com a famosa família Hart, na academia de Stu Hart.
Depois disso a NJPW voltou a chama-lo estes tinham uma nova personagem em vista, a de um super-herói muito conhecido no japão: Jushin Liger. Assim recebeu o papel de herói, um fato novo, capa, enfim tudo o que faz um herói. Tal como o Tiger Mask a personagem teve um sucesso enorme.

### World Championship Wrestling (WCW)
Chegou ainda a aparecer na World Championship Wrestling onde defrontou um dos melhores cruserweight se sempre, Brian Pillman. Lutou também com Chris Benoit, Steamboat, Mysterio, entre outros.
Teve vários títulos sendo numerosas vezes IWGP Junior Heavyweight champ, e tendo ganho duas vezes a Super J Cup tournament (1995 e 2000).

### Ring of Honor (ROH)
Passou pela Ring of Honor, na intitulada Weekend of Thunder. Lutou contra Bryan Danielson num bom combate. Seguidamente lutou num dream tag team match: Danielson & Low KI vs Samoa Joe & Jushin Liger.

### Total Nonstop Action Wrestling (TNA)
Jushin Liger lutou por duas vezes na Total Nonstop Action Wrestling, a primeira contra o Samoa Joe e a segunda contra Petey Williaws. Jushin Liger era para ter lutado também contra o Daniels numa steel cage mas houve problemas por nunca ter combatido num steel cage.

### New Japan Pro Wrestling (NJPW)
Ao passar por várias companhias, este já estando no final da sua carreira, Jushin Liger regressa as suas origens, New Japan Pro Wrestling.

### WWE NXT (2015)
Em 22 de agosto Jushin Thunder Liger Enfrentou e Derrotou Tyler Breeze No WWE NXT TakeOver : Brooklyn .

## Titulos e prémios
- Dragon Gate
  - Dragon Gate Open the Dream Gate Championship (1 vez)
- Michinoku Pro
  - British Commonwealth Junior Heavyweight Championship (2 vezes)
- New Japan Pro Wrestling
  - IWGP Junior Heavyweight Championship (11 vezes)
  - IWGP Junior Heavyweight Tag Team Championship (4 vezes) – com The Great Sasuke (1), El Samurai (1), Minoru Tanaka, (1), e Koji Kanemoto (1)
  - WWF Light Heavyweight Championship (1 vez)¹
  - J-Crown ganhou (1 vez)
  - Young Lions Cup ganhou em 1986
  - Top of the Super Juniors ganhou em 1992
  - Best of the Super Juniors ganhou em 1994
  - Best of the Super Juniors ganhou em 2001
  - Super J Cup ganhou em 1995
  - G1 Junior Tag League ganhou em 2001 – com El Samurai
  - Naeba Cup Tag Tournament ganhou em 2001 – com Yuji Nagata
- North Eastern Wrestling
  - Super J Cup ganhou em 2000
- Osaka Pro Wrestling
  - Osaka Pro Tag Team Championship (1 vez) – com Takehiro Murahama
- Pro Wrestling Illustrated
  - PWI ranked him # 12 of the 500 best singles wrestlers during the "PWI Years" em 2003.
  - PWI ranked him # 47 of the 100 best tag teams of the "PWI Years" with El Samurai em 2003.
- Pro Wrestling NOAH
  - GHC Junior Heavyweight Championship (1 vez)
- World Championship Wrestling
  - WCW Light Heavyweight Championship (1 vez)
- Wrestle Association R
  - WAR International Junior Heavyweight Tag Team Championship (1 vez) – com El Samurai
- Wrestling Observer Newsletter
  - Rookie of the Year award em 1984; com Tom Zenk
  - Best Flying Wrestler em 1989
  - Best Technical Wrestler em 1989
  - Best Flying Wrestler em 1990
  - Best Technical Wrestler em 1990
  - Match of the Year em 1990 – contra Naoki Sano
  - Most Outstanding Wrestler em1990
  - Best Flying Wrestler em 1991
  - Best Technical Wrestler em 1991
  - Most Outstanding Wrestler em 1991
  - Best Flying Wrestler em 1992
  - Best Technical Wrestler em 1992
  - Most Outstanding Wrestler em 1992
  - Best Flying Wrestler em 1993
  - Wrestling Observer Newsletter Hall of Fame (Class of 1999)